# Igreja Presbiteriana dos Camarões
Não confundir com a Igreja Presbiteriana em Camarões, a denominação presbiteriana de língua inglesa em Camarões
A Igreja Presbiteriana dos Camarões (em francês: Église presbytérienne camerounaise e em Inglês: Presbyterian Church of Cameroon) é uma denominação reformada presbiteriana nos Camarões fundada por missionários da Igreja Presbiteriana (EUA). 
Em 2006, a denominação tinha cerca de 1 800 000 membros, o que equivale a 9% da população do país.
Em 2018, foi relatado que já tinha 4 milhões de membros.

## História

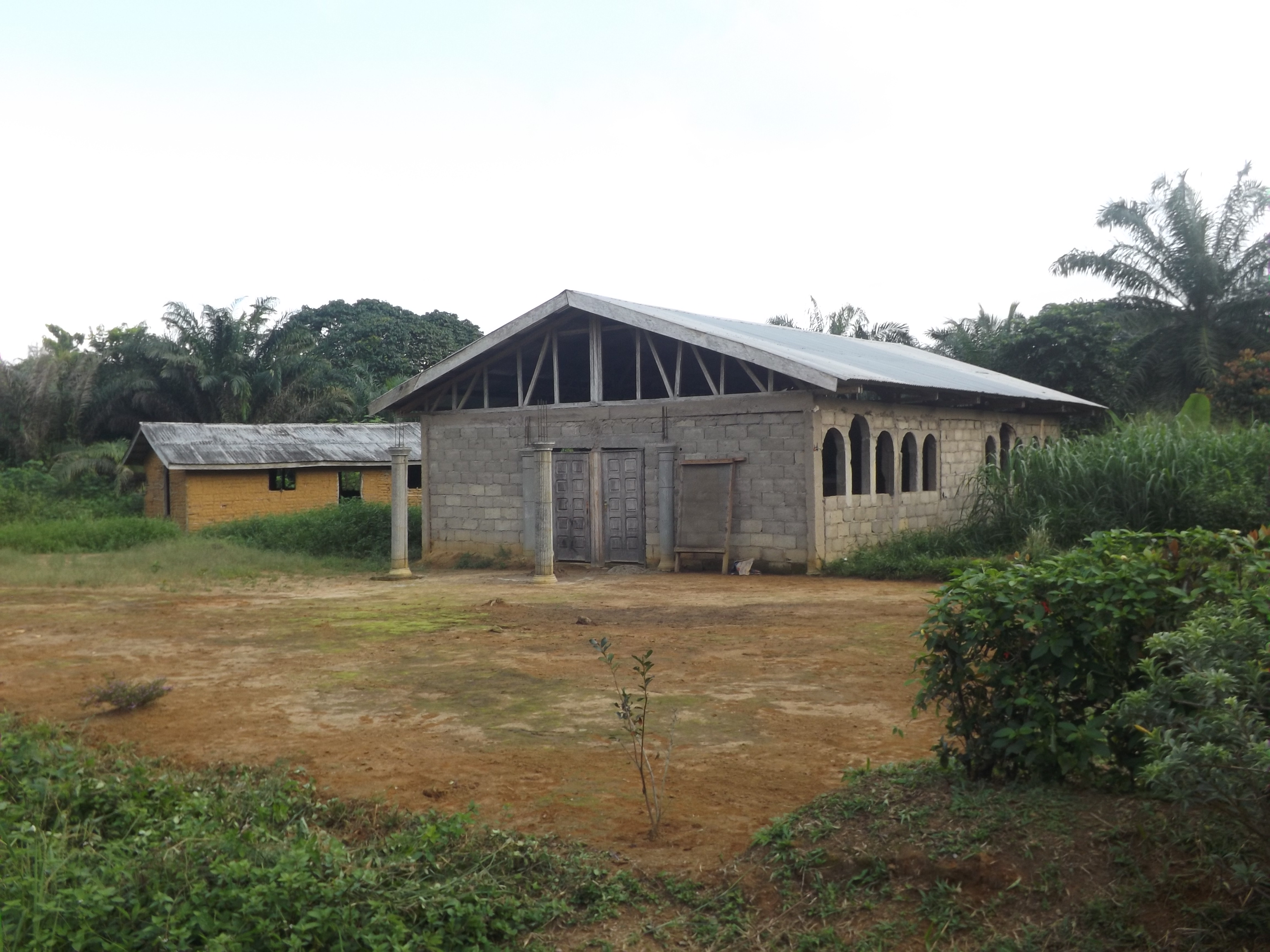
Igreja Presbiteriana em Tayap.

A Missão Presbiteriana Americana da Igreja Presbiteriana (EUA) começou a trabalhar nos Camarões desde 1875 e deu origem a diversas igrejas locais. A  Missão Basileia também trabalhou no país desde 1886. Os americanos estabeleceram estações missionárias no sul dos Camarões e Batanga. Em 1892 iniciou o trabalho com o povo Bulu em 1900 foram batizados os primeiros convertidos destes.
Entre 1898 e 1901 uma revolta ocorreu no povo Bulu que procurava defender o seu monopólio comercial contra caravanas concorrentes de Yaoundé para o porto de Kribi. No curso dos eventos os alemães confiscaram o posto missionário americano em Lolodorf devido à sua localização estratégica. Em resposta aos protestos pelo governo dos Estados Unidos a missão foi compensada pelos danos. Mas as relações entre as autoridades coloniais ea missão americana deterioraram-se. Suas escolas não recebiam qualquer subvenção, e seus alunos não eram admitidos nos exames de alemão.
Mais tarde, foram recrutados missionários de língua alemã para o país. Estações foram abertas em Elat, Lolodorf, Metet, Foulassi, Yaundé, Bafia, Abong Mbang, Batouri e Momjepom. Em 1894 a Bíblia e hinos foram traduzidos para língua Bulu. 
Em 1920 a Sociedade de Missões Evangélicas de Paris entregou suas propriedades à missão americana na antiga área da Missão Basileia em torno de Edea e o Sanaga superior estendendo-se até Sakbayene com 94 congregações. Uma vez que o povo Bassa nesta região se recusou a adotar a linguagem Bulu, foram feitos esforços para traduzir a Bíblia em sua própria língua, concluída em 1960.
A igreja tornou-se autônoma em 1957, na época com cerca de 69.000 membros.
Em 2006, a igreja tinha 27 presbitérios, 1.364 congregações e 1.800.000 de membros. A igreja possui uma universidade, 64 escolas primárias e 19 escolas secundárias, 14 creches, 8 hospitais e muitos centros de saúde.
Em 2018, foi relatado que a denominação tinha 4.000.000 membros.

## Doutrina
A igreja subscreve a Confissão de Fé de Westminster, Catecismo de Heidelberg, Credo dos Apóstolos e Credo Niceno.

## Relações Inter-Eclesiásticas
A igreja é membro do Concílio Mundial das Igrejas  e Comunhão Mundial das Igrejas Reformadas.
.
Possui relações fraternas estabelecidas com a Igreja Evangélica de Camarões, a Igreja Presbiteriana (EUA) e Igreja Presbiteriana no Gabão.